# Kelurahan Pardomuan
Kelurahan Pardomuan is een bestuurslaag in het regentschap Tapanuli Selatan van de provincie Noord-Sumatra, Indonesië. Kelurahan Pardomuan telt 8713 inwoners (volkstelling 2010).